# Ronny Rodelin
Sylvio Ronny Rodelin (ur. 18 listopada 1989 w Saint-Denis (Reunion)) – francuski piłkarz pochodzenia reuniońskiego występujący na pozycji napastnika w szwajcarskim klubie Servette FC.

## Kariera klubowa
Rodelin rozpoczynał swoją karierę w klubie Rodez AF grającym w Championnat National. Następnie trafił do FC Nantes, w którym rozegrał 25 meczów i strzelił 5 bramek. W 2010 roku udał się na półroczne wypożyczenie do Troyes AC. 14 czerwca 2011 podpisał 4-letni kontrakt z Lille OSC.
| Sezon   | Klub                    | Kraj    | Rozgrywki     | Mecze | Bramki | Europejskie puchary              | Mecze | Bramki |
| ------- | ----------------------- | ------- | ------------- | ----- | ------ | -------------------------------- | ----- | ------ |
| 2007/08 | Rodez AF                | Francja | National      | 23    | 1      | –                                | –     | –      |
| 2008/09 | FC Nantes               | Francja | Ligue 1       | 6     | 0      | –                                | –     | –      |
| 2009/10 | FC Nantes               | Francja | Ligue 2       | 4     | 0      | –                                | –     | –      |
| 2009/10 | Troyes AC               | Francja | National      | 5     | 2      | –                                | –     | –      |
| 2010/11 | FC Nantes               | Francja | Ligue 2       | 15    | 5      | –                                | –     | –      |
| 2011/12 | Lille OSC               | Francja | Ligue 1       | 9     | 0      | Liga Mistrzów                    | 2     | 0      |
| 2012/13 | Lille OSC               | Francja | Ligue 1       | 23    | 3      | Liga Mistrzów                    | 3     | 0      |
| 2013/14 | Lille OSC               | Francja | Ligue 1       | 30    | 2      | –                                | –     | –      |
| 2014/15 | Lille OSC               | Francja | Ligue 1       | 15    | 0      | kw. do Ligi Mistrzów Liga Europy | 2 5   | 0      |
| 2014/15 | Royal Mouscron-Péruwelz | Belgia  | Eerste klasse | 12    | 3      | –                                | –     | –      |
| 2015/16 | Lille OSC               | Francja | Ligue 1       | 1     | 0      | –                                | –     | –      |
| 2015/16 | SM Caen                 | Francja | Ligue 1       | 34    | 10     | –                                | –     | –      |
| 2016/17 | SM Caen                 | Francja | Ligue 1       | 37    | 9      | –                                | –     | –      |
| 2017/18 | SM Caen                 | Francja | Ligue 1       | 37    | 5      | –                                | –     | –      |
| 2018/19 | En Avant Guingamp       | Francja | Ligue 1       | 17    | 0      | –                                | –     | –      |
| 2019/20 | En Avant Guingamp       | Francja | Ligue 2       |       |        | –                                | –     | –      |